# Bogdanovka (raïon de Soudja)
Bogdanovka (en russe : Богдановка) est un hameau du selsoviet de Kazatchia Loknia du raïon de Soudja dans l'oblast de Koursk, en Russie. Sa population s'élevait à 19 habitants au recensement de 2021.

## Géographie
Le hameau de Bogdanovka se situe dans l'oblast de Koursk, un oblast de la partie européenne de la Russie. Le hameau fait partie du raïon de Soudja, avec Soudja comme centre administratif. Il se trouve dans le selsoviet de Kazatchia Loknia, une municipalité, avec le village de Kazatchia Loknia comme chef-lieu.

## Démographie
Recensements (*) et estimations de la population :
| 2002 * | 2010* | 2021* | - |
| ------ | ----- | ----- | - |
| 16     | 31    | 19    | - |